# Киясь Іван Трохимович
Іван Трохимович Киясь (нар. 20 липня 1928, село Грунь, тепер Охтирського району Сумської області — 18 червня 2015, місто Сніжне Донецької області) — український радянський діяч, шахтар, машиніст вугільного комбайну шахти № 22 шахтоуправління тресту «Сніжнянантрацит» Донецької області. Герой Соціалістичної Праці (29.06.1966). Депутат Верховної Ради УРСР 7—8-го скликань.

## Біографія
Народився у селянській родині.
З квітня 1948 року — гірничий робітник, машиніст вугільного комбайну шахти № 22 шахтоуправління тресту «Сніжнянантрацит» комбінату «Артемвугілля» (потім — комбінату «Торезантрацит») міста Сніжне Донецької області. У 1970-х роках працював електрослюсарем ордена Леніна шахти «Восход» (колишня № 22) шахтоуправління комбінату «Торезантрацит» міста Сніжне Донецької області.
Потім — на пенсії у місті Сніжне Донецької області.

## Нагороди
- Герой Соціалістичної Праці (29.06.1966)
- орден Леніна (29.06.1966)
- ордени
- медалі